# Euryobeidia
Euryobeidia is een geslacht van vlinders van de familie spanners (Geometridae), uit de onderfamilie Ennominae.

## Soorten
- E. languidata Walker, 1915
- E. largeteaui Oberthür, 1884